# Kwiatówka różowa
Kwiatówka różowa, czerwonka pręgowana (Dicaeum hirundinaceum) – gatunek małego, owocożernego ptaka z rodziny kwiatówek (Dicaeidae). Występuje w Australii oraz na wyspach na północ od niej, należących do Indonezji; w swym zasięgu występowania jest jedynym gatunkiem swojej rodziny. Nie jest zagrożony wyginięciem.

## Systematyka
Wyróżniono cztery podgatunki D. hirundinaceum:
- kwiatówka różowa (Dicaeum hirundinaceum hirundinaceum) – Australia
- kwiatówka lśniąca (Dicaeum hirundinaceum ignicolle) – Wyspy Aru.
- kwiatówka archipelagowa (Dicaeum hirundinaceum keiense) – Watubela, Tayandu i Wyspy Kai.
- kwiatówka tanimbarska (Dicaeum hirundinaceum fulgidum) – Wyspy Tanimbar.

W niektórych ujęciach systematycznych wszystkie podgatunki, poza nominatywnym, są wydzielane do osobnych gatunków.

## Morfologia
WyglądPtak wielkości mysikrólika, ale cięższy. Bardzo wyraźny dymorfizm płciowy. Samiec jest czarny, z bardziej niebieskimi skrzydłami i czerwonym gardłem. Ma biały brzuch z czarnym pasem i bokami w czarne plamy. Czerwone pokrywy podogonowe na końcu przechodzą w kolor pomarańczowy, po bokach są bielsze. Przy skrzydle na boku biała plama. Na skrzydłach białe lusterko. Nogi są ciemnoszare, dziób i oczy czarne. Samica jest szarobrązowa, z ciemnymi skrzydłami i ogonem. Posiada białe gardło.
Wymiary
- długość ciała: 10 cm
- masa ciała: 9 g

## Ekologia i zachowanie

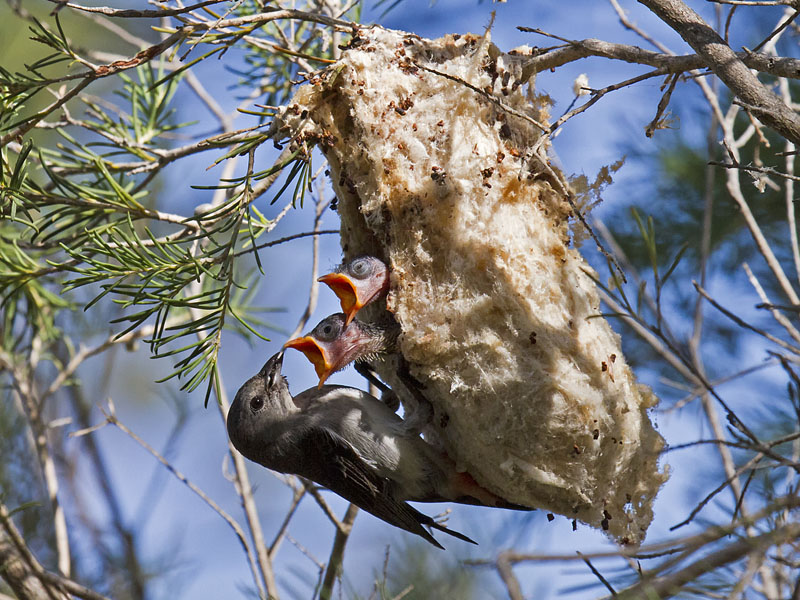
Samica karmiąca pisklęta

BiotopRóżne typy lasów i zadrzewień i inne miejsca z roślinami, gdzie można spotkać jemiołę.
PożywienieZjada owoce jemiołowatych i pokrewnych roślin. Nie ma ona żołądka mięśniowego, przez co nasiona nie są trawione, lecz szybko przechodzą przez przewód pokarmowy i są wydalane w postaci lepkich odchodów, które spadając do gałęzi przyczyniają się do zapylenia rośliny. Jest to specyficzny przykład ornitochorii.
GłosWydaje ostre „dzee”.
LęgiGniazdo ma kształt gruszki, ma szczelinowaty boczny otwór wejściowy. Jest zawieszone na ulistnionych gałęziach za pomocą łodyg zielnych. Samica sama je buduje. Składa 3–4 białe jaja, które sama wysiaduje przez ok. 14 dni. Pisklęta karmią oboje rodzice przez następne dwa tygodnie.

## Status
Międzynarodowa Unia Ochrony Przyrody (IUCN) od 2016 roku stosuje ujęcie systematyczne, w którym za Dicaeum hirundinaceum uznaje tylko podgatunek nominatywny, takson ignicolle podnosi do rangi gatunku (Dicaeum ignicolle), a keiense i fulgidum wydziela do gatunku Dicaeum keiense. Taksony te zalicza do kategorii najmniejszej troski (LC, Least Concern), a trendy liczebności ich populacji ocenia jako stabilne.